# Orhan Suda
Orhan Suda (1 de julho de 1916; data de morte desconhecido) foi um ciclista turco que representou seu país nos Jogos Olímpicos de Verão de 1936 e 1948.